# چشمه‌سنگی (اسلام‌آباد غرب)
چشمه‌سنگی (اسلام‌آبادغرب)، روستایی از توابع بخش حمیل شهرستان اسلام‌آباد غرب در استان کرمانشاه ایران است.
اهالی  چشمه سنگی  از  ایل قوچمی  کلهر  هستند.
 گورستان چشمه سنگی  از آثار ملی ایران به شمار می‌آید.

## جمعیت
این روستا در دهستان منصوری قرار دارد و براساس سرشماری مرکز آمار ایران در سال ۱۳۸۵، جمعیت آن ۶۲۵ نفر (۱۳۶خانوار) بوده‌است.